# Luccombe Chine
Luccombe Chine är en ravin i Storbritannien.   Den ligger i grevskapet Isle of Wight och riksdelen England, i den södra delen av landet, 120 km sydväst om huvudstaden London.
Terrängen runt Luccombe Chine är huvudsakligen platt, men den allra närmaste omgivningen är kuperad. Havet är nära Luccombe Chine åt sydost.  Närmaste större samhälle är Newport, 14,3 km nordväst om Luccombe Chine. 